# Rabat (Malta)
Rabat é um concelho local e localidade na Região Norte da ilha de Malta, em Malta, com 11497 habitantes (2014).
É adjacente à antiga capital de Mdina, e uma área noroeste fazia parte da cidade romana de Melite até à sua redução medieval.
A Nunciatura Apostólica da Santa Sé na República de Malta está sediada nesta aldeia. O Concelho Local de Rabat é também o administrador de Baħrija. Partes dos filmes Munique e Black Eagle foram filmadas em Rabat. Em Dezembro de 1999, Mtarfa foi separada de Rabat para formar um Concelho Local separado pela Lei XXI, uma alteração à Lei do Concelho Local de 1993 (Lei XV). Em 2021, Rabat foi transferida da Região Norte para a recém-criada Região Ocidental como parte de uma reorganização das regiões de Malta.